# Герб Салехарда
Герб муниципального образования город Салехард Ямало-Ненецкого автономного округа Российской Федерации.

## Описание герба
«В серебре чёрная идущая лисица с червлёными глазами и языком».

## Обоснование символики и история герба
Герб воспроизводит историческую символику Княжества Обдорского в составе Русского царства.
Впервые герб Обдории появился в «Титулярнике» в 1672 году (в одном щите с гербом Удории). Герб Обдорский имел следующее описание: «В серебряном поле чёрная лисица с червлёными глазами и языком».
Упоминание о печати Обского устья (Обдорская) встречается в «Книге служебной чертёжной» (1699 - 1734 гг., Эрмитажное собрание № 237)  Семёна Ремезова со следующим описанием: «На обдорской, что на Собском устье, лисица держит стрелу, а около вырезано „Печать государева Сибирские земли Собскова устья“» («Роспись государевым царевым и великого князя Михаила Федоровича всея Руссии сибирским печатем, какова в которых городех и острогах и в которой печати что вырезано и подписано. В лето 7143 году» — 1635 г., дополнения возможно более поздние).
В 1731 году герб Обдорский получил официальное утверждение.
В «Манифесте о полном гербе Всероссийской империи» 1800 года герб Обдорский имел следующее описание: «Чёрная лисица держащая голову в левую сторону; в серебряном поле». В «Манифесте» на рисунке герба лисица поменяла направление движения по сравнению со старым гербом.
В соответствии с правилами геральдики лисица изображается обращённой влево от зрителя, а описание герба идет от щитодержателей.
В 1933 году рабочий посёлок Обдорск был переименован в Салехард. Современный герб Салехарда был утверждён 18 февраля 1998 года и внесён в Государственный геральдический регистр Российской Федерации с присвоением регистрационного номера 229.
9 декабря 2004 года, в целях приведения муниципальных правовых актов в соответствие с новой редакцией Устава муниципального образования город Салехард, решением Городской Думы муниципального образования город Салехард № 39, было утверждено Положение об официальных символах города Салехарда.